# Castellbell i el Vilar
Castellbell i el Vilar és un municipi del sud de la comarca del Bages, al límit amb el Vallès Occidental, amb capital al Borràs.

## Geografia
- Llista de topònims de Castellbell i el Vilar (Orografia: muntanyes, serres, collades, indrets..; hidrografia: rius, fonts...; edificis: cases, masies, esglésies, etc).

Situat a la vall del Llobregat, on el riu travessa de nord a sud la Serralada Prelitoral formant dos pronunciats meandres als congosts de Castellbell i de la Bauma, pel terme discorren també les rieres de Marganell i de Rellinars, que conflueixen al Llobregat prop del Burés, i la riera de Merà, que ho fa vora la Bauma. El sector occidental és accidentat pels contraforts septentrionals de Montserrat (turó de Comellats, 575 m; turó de Morralius, 438 m), mentre que l'oriental està format pels estreps que davallen de la serra de l'Obac (Puigsoler, 524 m; turó de l'Escletxa, 447 m). Limita al nord amb Sant Vicenç de Castellet, a l'est amb Rellinars, al sud amb Vacarisses i Monistrol de Montserrat i a l'oest amb Marganell.
El terme està creuat per una complicada xarxa de vials de comunicació que ressegueixen el Llobregat: a la dreta del riu, la carretera C-55 Abrera-Solsona i el ferrocarril de la línia R5 (Llobregat-Anoia) dels Ferrocarrils de la Generalitat, que té una parada a l'altura del Burés. A l'esquerra del Llobregat, l'autopista C-16 Sant Cugat del Vallès-Manresa (amb un accés vora Can Serra i Pedró), la carretera C-58 en direcció a Terrassa, la carretera BP-1121 que connecta els diversos nuclis de població vora el riu, i la via de la RENFE Barcelona-Lleida, que també hi té una estació al Borràs (Castellbell i el Vilar – Monistrol de Montserrat). També té connexió, a través de diverses carreteres locals, amb els pobles veïns: la BV-1123 que enllaça amb Marganell, la BV-1122 cap a Monistrol a través de Montserrat, la B-122 cap a Rellinars i la BV-1212 cap a Vacarisses.
La base econòmica del municipi fou l'aprofitament del riu amb la indústria ja gairebé desapareguda de teixits i filats de cotó. Les antigues colònies industrials vora el riu agrupen la major part de la població: el Borràs (cap del municipi), la Bauma i el Burés; juntament amb l'antic poble del Vilar, conformen el nucli central del municipi. Al sud, la població es concentra a les urbanitzacions del Mas Astarròs, el Prat i el Gall Pigat (actualment conegudes com la Vall de Montserrat) i Molí Alzina o la Farinera. Altres nuclis de població són, a la banda occidental, el poble disseminat de Sant Cristòfol i les urbanitzacions del Mas Enric i Can Prat i, vora la riera de Rellinars, el veïnat de les Comes, a part d'altres petits ravals, veïnats i nuclis disseminats.
| Entitat de població   | Habitants (2024) |
| el Borràs             | 1.939            |
| la Vall de Montserrat | 530              |
| la Bauma              | 458              |
| el Burés              | 406              |
| el Mas Enric          | 369              |
| Can Prat              | 157              |
| les Comes             | 92               |
| el Vilar              | 61               |
| Pla de les Botges     | 27               |
| Raval del Jordi       | 24               |
| Raval del Teixidor    | 19               |
| Raval del Clot        | 13               |
| Raval del Ferran      | 10               |
| Pla de les Roques     | 9                |
| Solei del Barraquer   | 9                |
| Molí Alzina           | 6                |
| Sant Cristòfol        | 1                |
| Can Serra i Padró     | 0                |
| els Abadals           | 0                |
| Font: Idescat         |                  |

## Història

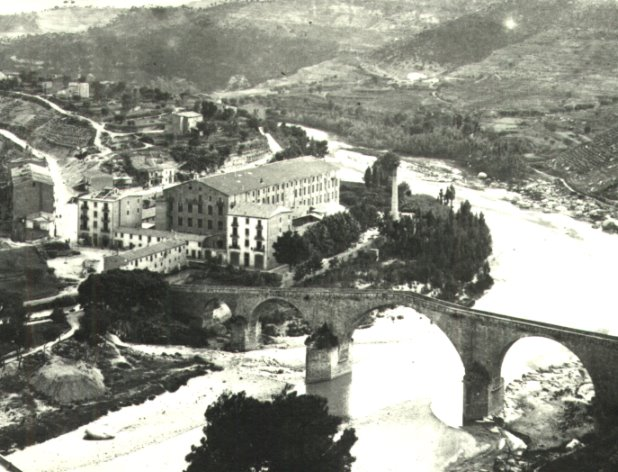
El Burés i el Pont Vell el 1910

El municipi, històricament constituït per una gran quantitat de masies molt escampades pel territori, es va formar per la unió de Castellbell, que tenia un extens terme dominat pel seu castell, i la seva parròquia sufragània del Vilar. El castell de Castellbell, ja documentat l'any 979, s'emplaça dalt d'un turó al primer meandre del Llobregat, i va pertànyer successivament als Montcada i als Amat, que foren proclamats marquesos de Castellbell l'any 1702.
Des d'època medieval, el castell de Castellbell controlava l'accés del riu Llobregat que comunicava la Catalunya central amb Barcelona. Alhora, també dominava la ruta més bona que accedia al monestir de Montserrat.
Durant la Guerra de Successió, el pont de Castellbell i aquest pas estratègic van estar controlats per companyies de miquelets i voluntaris catalans. A partir de juliol de 1713, quan la Junta General de Braços del Principat va declarar la guerra al Borbó, el castell va guanyar rellevància com a presó de filipistes i plaça des d'on els miquelets atacaren les nombroses incursions francoespanyoles que, des del Vallès o el Llobregat, acudien a Manresa.
Després de tretze mesos de setge sobre Barcelona, l'11 de setembre de 1714 la ciutat va caure ens mans de Felip V. Al cap d'una setmana, el 8 de setembre i amb la capitulació de Cardona, també es reglamentà l'entrega de Castellbell, convertint-se així en un dels darrers baluards de les llibertats catalanes.
Arran de l'arribada del tren el 1859, sota el turó del Vilar van anar apareixent les colònies tèxtils que aprofitaven la força de l'aigua del riu: el Burés, el Borràs i la Bauma; més amunt, dins la plana de Sant Vicenç, la de Can Serra. La creació d'aquestes fàbriques va atreure nous habitants i va provocar la millora de la xarxa de comunicacions. Al segle xx els nuclis del sector central es van anar agrupant i van experimentar un gran creixement de població amb l'allau d'immigrants provinents del sud d'Espanya als anys 50 i 60. Les diverses crisis del tèxtil han afectat la localitat, de les quals s'ha anat recuperant de mica en mica (vegeu més avall l'apartat sobre Demografia).

## Govern i administració
| Període     | Alcalde o alcaldessa    | Partit polític | Data de possessió | Observacions |
| ----------- | ----------------------- | -------------- | ----------------- | ------------ |
| 1979–1983   | Isidro Badia Biosca     | PSC            | 19/04/1979        | --           |
| 1983–1987   | Isidro Badia Biosca     | PSC            | 28/05/1983        | --           |
| 1987–1991   | Isidro Badia Biosca     | PSC            | 30/06/1987        | --           |
| 1991–1995   | Isidre Badia Biosca     | PSC            | 15/06/1991        | --           |
| 1995–1999   | Antoni Martinez Carmona | CIU            | 17/06/1995        | --           |
| 1999–2003   | Isidre Badia Biosca     | PSC            | 03/07/1999        | --           |
| 2003–2007   | Isidre Badia Biosca     | PSC            | 14/06/2003        | --           |
| 2007–2011   | Agustí Navalles Soler   | Independent    | 16/06/2007        | --           |
| 2011–2015   | Josep Torras Gibert     | CIU            | 11/06/2011        | --           |
| 2015–2019   | Montserrat Badia Moreno | PSC            | 13/06/2015        | --           |
| 2019-2023   | Montserrat Badia Moreno | PSC            | 15/06/2019        | --           |
| Des de 2023 | Adrià Valls i Sellés    | Sumem-AM       | 17/06/2023        | --           |